# فالز کریک، نیو ساوت ولز
فالز کریک (به انگلیسی: Falls Creek) یک منطقه مسکونی در استرالیا است که در نیو ساوت ولز واقع شده‌است.